# Granada (stacja kolejowa)
Granada – stacja kolejowa w Grenadzie, w regionie Andaluzja, w Hiszpanii. Znajdują się tu 3 perony.